# Penninerna
Ej att förväxla med Valaisalperna, även kallade Penninska alperna, en del av Alperna längs gränsen mellan kantonen Valais i Schweiz och regionerna Piemonte och Valle d’Aosta i Italien.

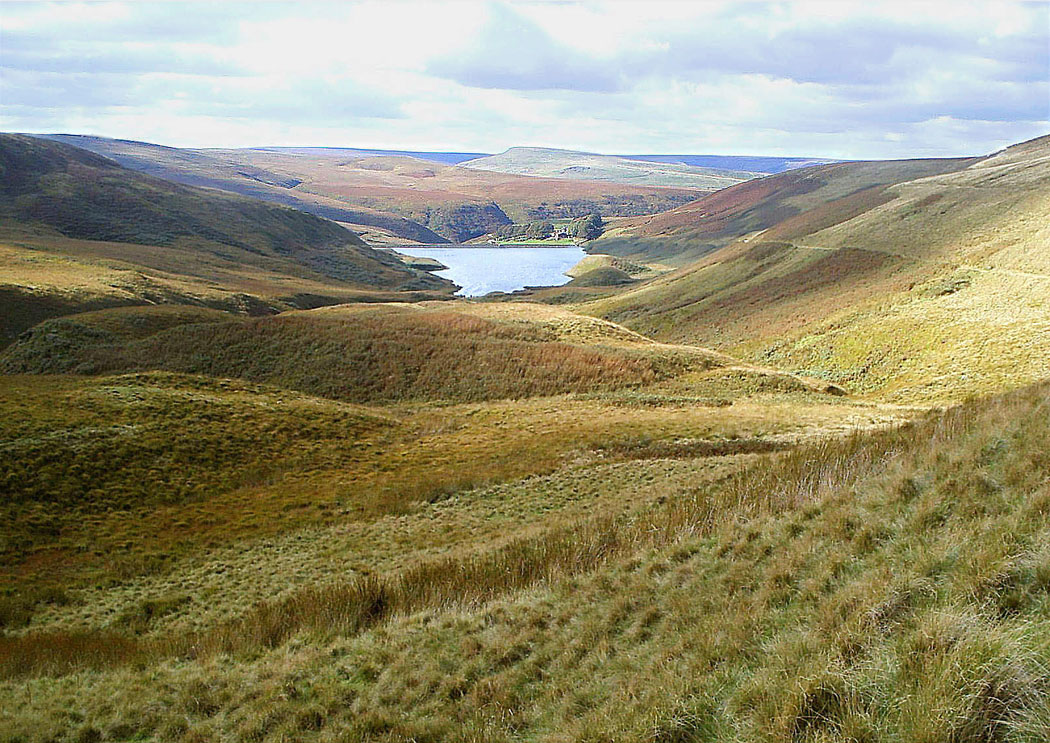
Wessenden Valley i Penninerna. Bilden är tagen från en vandringsled söder om Marsden i West Yorkshire.

Penninerna är en bergskedja i Storbritannien som sträcker sig söderut från Northumberland tvärs över England till Derbyshire. Dess högsta topp är Cross Fell med en höjd på 893 meter.
Bergskedjan har fått sitt namn efter en förfalskad medeltida krönika, skriven av Charles Bertram under 1700-talet. I den omnämns bergskedjan som Alpes Penini. Namnet kom att fortsätta att användas även efter att verket blivit avslöjat som en förfalskning. Det kommer troligen från den italienska bergskedjan Apenninerna, som Penninerna ofta blivit jämfört med av tidiga skribenter.

### Fotnoter
1. ↑  Pennine Chain hos Geonames.org (cc-by); post uppdaterad 2016-03-23; databasdump nerladdad 2016-05-06